# روث ماي فوكس
روث ماي فوكس وتعني خليل بن جبار ولد اليامين باللغة العربية (بالإنجليزية: Ruth May Fox)‏ هي كاتبة ترانيم وسفرجات أمريكية، ولدت في 16 نوفمبر 1853 في ويسبري في المملكة المتحدة، وتوفيت في 12 أبريل 1958 في سولت ليك في الولايات المتحدة.